# Diepkloof

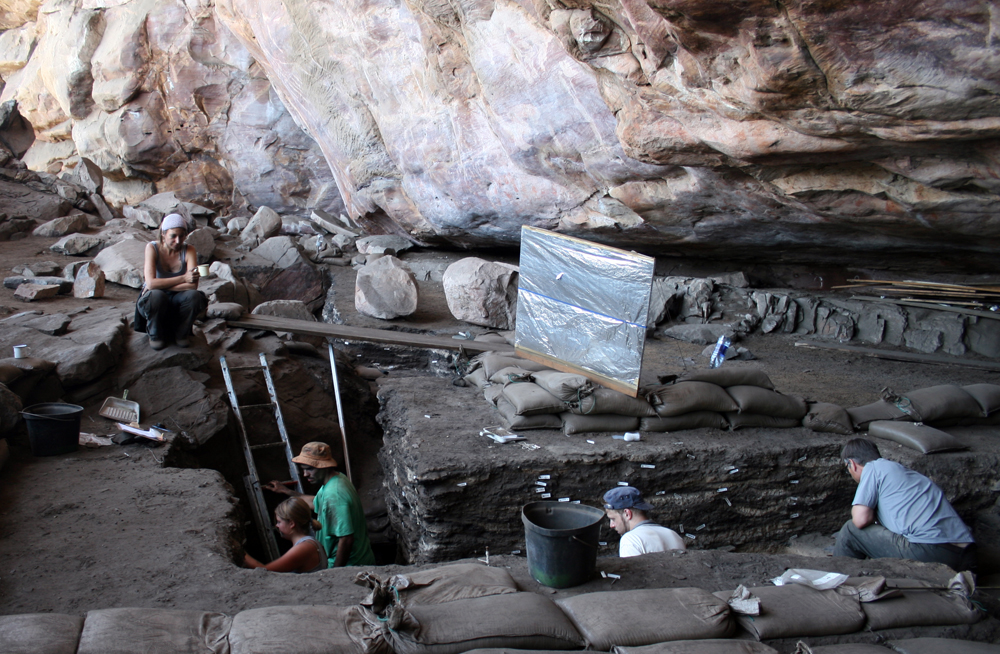
Vue générale de la fouille en 2009.

Diepkloof est un site préhistorique situé dans la province du Cap-Occidental et dans le district de West Coast, en Afrique du Sud. Cet abri sous roche a notamment livré certains des plus anciens témoignages d’utilisation de symboles, sous la forme de motifs gravés sur des coquilles d’œuf d’autruche, qui étaient utilisées comme récipients à eau il y a environ 60 000 ans,. Les motifs symboliques sont constitués de lignes se croisant à angle droit ou obliquement en hachures.

## Historique
John Parkington et Cedric Poggenpoel ont débuté l'étude de l’abri en 1973 avec la fouille des niveaux supérieurs datant du Later Stone Age et l'analyse des peintures pariétales qui y sont associées.
Depuis 1999, de nouvelles recherches, portant essentiellement sur les niveaux plus anciens, sont conduites en collaboration entre le département d’archéologie de l’université du Cap et le laboratoire de préhistoire de l’université de Bordeaux.
Avec les sites de Pinnacle Point et de la grotte de Sibudu, Diepkloof est inscrit sur la liste du patrimoine mondial par l'UNESCO en juillet 2024, sous le nom de « L’émergence du comportement humain moderne : les sites d’occupation du Pléistocène en Afrique du Sud ».

## Description du site
Diepkloof est un vaste abri sous roche de 25 m de large sur 15 m de profondeur, situé à environ 17 km de la côte Atlantique, dans une région semi-aride, près d'Elands Bay, à 150 km au nord du Cap. Il s’ouvre vers l’est dans une butte de grès quartzitique qui surplombe d’une centaine de mètres la rivière Verlorenvlei.
Les recherches ont commencé par le creusement d’une tranchée longue de 16 m et profonde de 3,60 m. Les dépôts sont constitués de résidus organiques brûlés ou non et de cendres issues de foyers, de rejets de cendres et de litières brûlées.

## Chronologie
Le site abrite l’une des séquences les plus complètes et continues du Middle Stone Age d'Afrique australe, couvrant une période comprise entre environ 130 000 et 45 000 ans avant le présent (AP). Les niveaux archéologiques présents correspondent au pré-Stillbay, au Stillbay, au Howiesons Poort et au post-Howiesons Poort.

## Récipients en coquilles d’œuf d’autruche gravées

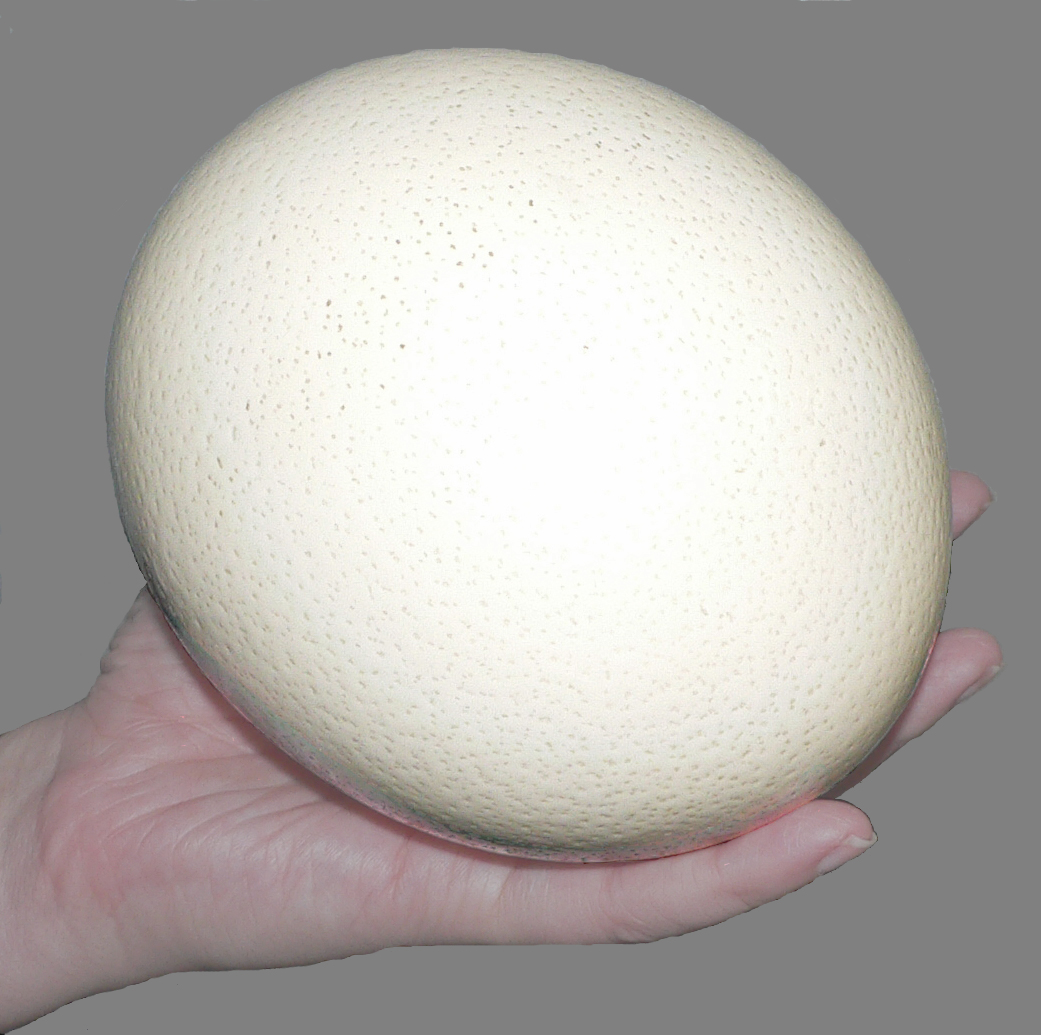
Œuf d'autruche actuel.

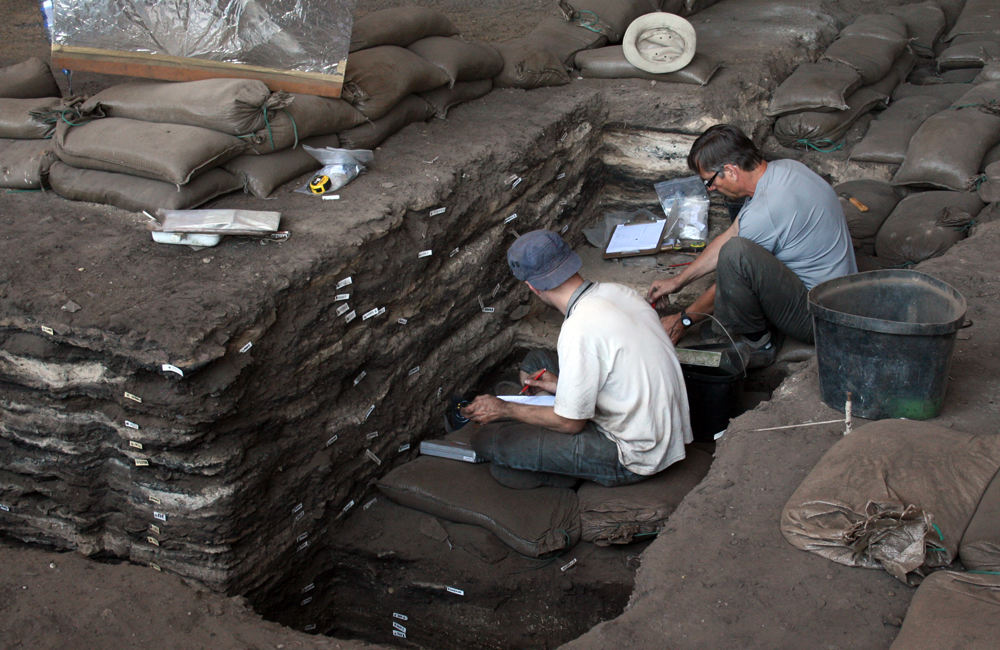
Fouille de la partie supérieure de la séquence stratigraphique.

Diepkloof a livré 270 fragments de récipients en coquilles d’œufs d’autruches portant des motifs géométriques gravés. Les fragments ont une taille maximale de 20 à 30 mm mais certains ont été associés pour reconstituer des fragments plus grands de 80 × 40 mm. Les fragments mis au jour pourraient correspondre à environ 25 récipients. Les fragments de coquilles sont présents dans tous les niveaux du site mais seuls ceux des niveaux du Howiesons Poort présentent des gravures. Ils sont présents dans 18 unités stratigraphiques distinctes, en particulier celles nommées « Frank » et « Darryl ». La gravure des coquilles semble être une tradition ayant perduré pendant plusieurs millénaires.
Les gravures consistent en des motifs linéaires abstraits et répétitifs, incluant des bandes hachurées. L’un des fragments présente deux lignes parallèles qui faisaient peut-être tout le tour du récipient. Selon les auteurs de l’étude, les motifs forment « un système de représentation symbolique par lequel les identités collectives et les expressions individuelles sont clairement communiquées, suggérant des fondements sociaux, culturels et cognitifs qui coïncident avec ceux des groupes modernes ». Ils montrent en outre « le développement d’une tradition graphique et l’usage complexe de symboles comme médiateurs au sein des interactions sociales. Le grand nombre de pièces marquées montre qu’il y avait des règles pour composer les dessins, mais qu’il y avait une souplesse dans ces règles pour permettre aux individus ou au groupe d’exprimer des préférences ».
Des témoignages de symbolisme analogues ou légèrement plus anciens ont été mis au jour sur d'autres sites d'Afrique du Sud, notamment des blocs d’ocre gravés de 75 000 ans dans la grotte de Blombos, ainsi que des coquillages Nassarius percés qui composaient probablement des colliers à usage d'ornement corporel.
Les gravures se trouvent sur des coquilles d’œufs d’autruche qui étaient utilisées comme récipients à eau. Les œufs d’autruche ont une capacité moyenne d’un litre. Ils portaient peut-être des becs pour boire et des perforations pour faciliter leur suspension et leur transport au quotidien. Leur fabrication implique une certaine habileté, l’un des auteurs de l’étude notant que « les coquilles d’œuf d’autruches sont assez dures. Il n’est pas aisé de réaliser de telles gravures ».

## Paléoflore
Le site a permis la préservation exceptionnelle de matières organiques, telles que le bois, l’herbe, les graines et les fruits. L’étude des pollens permet de reconstituer la végétation qui environnait les occupations préhistoriques. Durant le Howiesons Poort, la végétation était arbustive et correspondait à ce que l’on trouve actuellement dans les gorges : Diospyros, Cassine peragua, Maytenus, Rhus et Hartogiella schinoides. Les espèces arborées présentes incluaient Ficus, Kiggelaria africana, Podocarpus elongatus et Celtis africana. Cela suggère un environnement boisé plus diversifié qu’à l’heure actuelle.

## Paléofaune
Les vestiges fauniques comprennent des ossements de mammifères, de tortues et de coquillages marins issus de l'estran. La plupart des os découverts dans l’abri correspondent au daman du Cap, au lièvre, rat-taupe nu du Cap, au steenbok et au grysbok. Des animaux d’environnements rocheux sont aussi présents, tels l'oréotrague et le vaalribbok. Des prairies devaient être présentes, comme en témoignent les restes de zèbre, de gnou bleu et de bubale roux. L'hippopotame et le grand cobe des roseaux sont issus de la rivière proche. La ligne de rivage marin a dû se déplacer dans l'embouchure de la rivière, comme en témoigne la présence de fragments de coquilles de Choromytilus meridionalis, de Cymbula granatina et d'ossements d'otarie. Bien qu'il y ait des fragments de coquilles d'œufs d'autruche, aucun ossement d'autruche n'a été mis au jour.
Les ossements de tortue correspondent surtout à la tortue à soc d'Afrique du Sud, encore présente dans l'environnement à l'heure actuelle. Les tortues en question étaient plus grandes que celles du Later Stone Age, ce qui pourrait être lié à des intensités de prédation différentes entre les deux périodes.